# Абд ар-Разик, Мустафа
Шейх Мустафа Абд ар-Разик (1885, Египет — 15 февраля 1947 года, Египет) — египетский исламский философ, журналист.. Ректор университета Аль-Азхар (1945—1947).

## Биография
Родился в Египте в 1882 году или в 1885 году. Принадлежал к богатой и знатной семье. Он был сыном Хасана-паши Абд ар-Разика и братом Али Абд ар-Разика. После изучения Корана в сельском куттабе, он продолжил обучение в Университете аль-Азхар. В 1909 году уехал в Париж. Слушал лекции Дюркгейма в Сорбонне, и специализировался на исламской философии. В 1915 году вернулся в Египет. Занимал пост генерального секретаря Совета аль-Азхара, инспектора религиозных судов, профессора исламской философии (1927 год), министра вакфа (1938 год), и Верховного шейха аль-Азхара (с 1945 года до его смерти). Его назначение встретило сопротивление, поскольку он не был членом Совета высших улемов: Давление, оказанное королём Фаруком, позволило изменить порядок назначения ректоров и позволило ему вступить в должность.
Он был учеником и другом Мухаммада Абдо. Будучи последователем Мухаммада Абдо, 'Абд ар-Разик хотел «доказать совместимость традиционной исламской философии с рационализмом современной мысли». Сотрудничал с ежедневной газетой аль-Джарида (основан в 1908 году в Каире под редакцией Ахмада Лутфи ас-Саййида), где сблизился с корифеями современной арабской мысли, как Аккад, M. Х. Хайкаль, Салама Муса, Садык ар-Рафии и Таха Хусейн. Затем он работал в ас-Сияса, основанной в 1922 году с Мохаммедом Хусейном Хайкалем. Эта ежедневная газета была в то время рупором диссидентской партии от Вафда, аль-Ахрар аль-Дустурийюн, основатель которой Али Якан стал соперником Са’да Заглюля. Ярые почитатели последнего разгромили помещения газеты, двое членов которой были убиты. Среди убитых был отец Мустафы Абд ар-Разика, Хасан Паша.
Умер в 1946 или 1947 году.